# Predica di san Giovanni Battista (Bartholomeus Breenbergh)
La Predica di san Giovanni Battista è un dipinto del pittore olandese Bartholomeus Breenbergh realizzato nel 1634 e conservato nel Metropolitan Museum of Art a New York negli Stati Uniti d'America.

## Descrizione
Il dipinto raffigura una scena evangelica in cui Giovanni Battista predica davanti alla folla. Il paesaggio in cui si sviluppa non è il tipico olandese, ma è stato composto dalla sovrapposizione di vari elementi di origine italiana. Quindi ci sono rovine che possono ricordare il Colosseo di Roma.